# Държавата (филм)
„Държавата“ (на английски: Country) е американска драма от 1984 г. на режисьора Ричард Пиърс, по сценарий на Уилям Д. Уитлиф, и участват Джесика Ланг, Сам Шепърд и Уилфърд Бримли.

## Актьорски състав
- Джесика Ланг – Джуъл Айви
- Сам Шепърд – Гилбърт Айви
- Уилфърд Бримли – Отис
- Мат Кларк – Том Макмълън
- Терийз Греъм – Марлийн Айви
- Леви Л. Кнебъл – Карлайл Айви
- Джим Хейни – Арлон Брюър
- Сандра Сеакат – Луиз Брюър
- Алекс Харви – Фордайс
- Стефани Стейси-Пойнър – Миси Айви